# Annette Skotvoll
Annette Skotvoll (Trondheim, 1 de septiembre de 1968) es una exjugadora de balonmano noruega. Consiguió 2 medallas olímpicas de plata.